# Жаматун

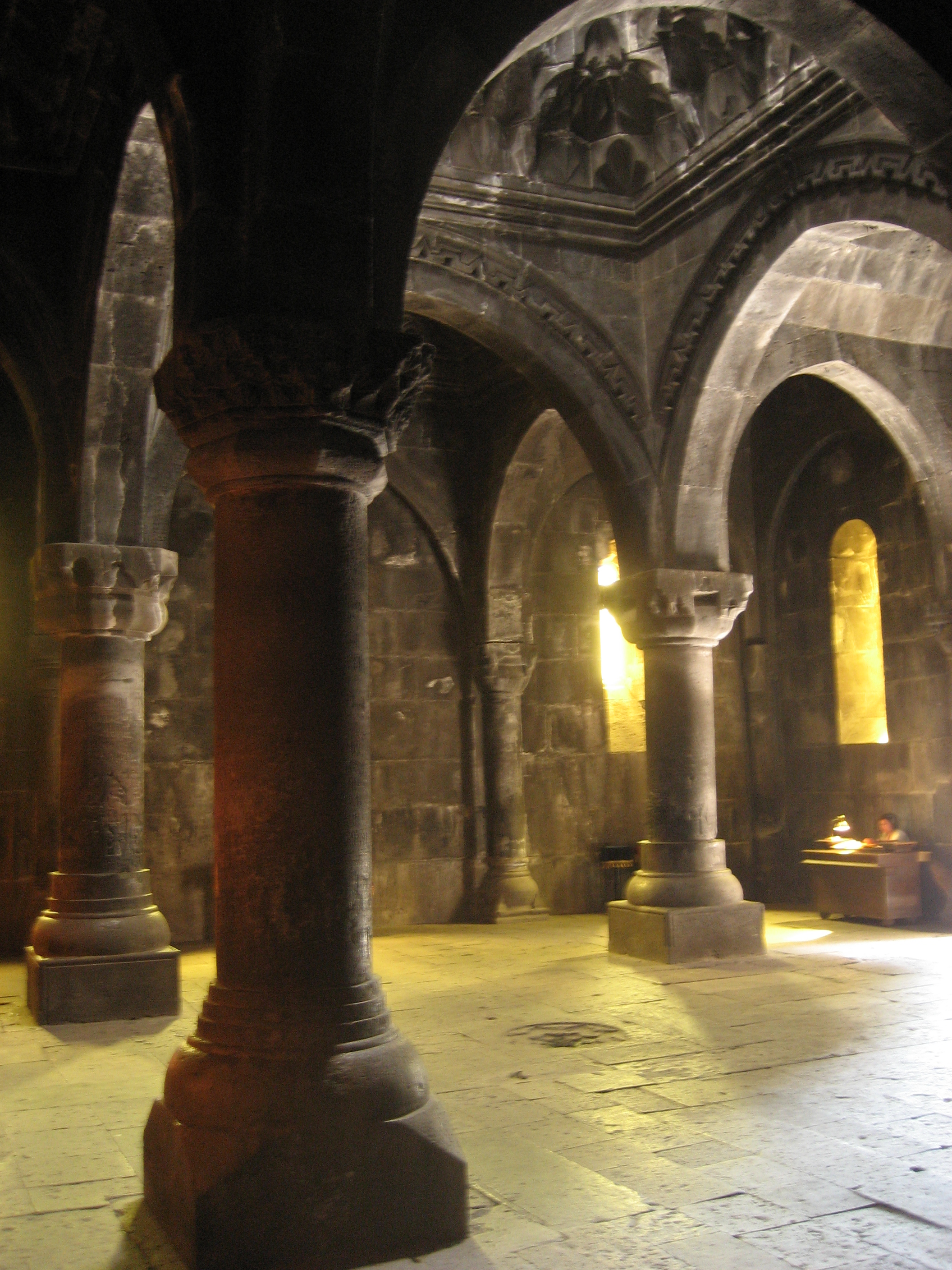
Жаматун Гегардського монастиря у Вірменії (UNESCO World Heritage Site)

Жаматун, Ґавіт (лат. jamatun, gavit) — у вірменській середньовічній архітектурі — притвор храму — усипальня, місце для молитви та зборів, звичайно зала, перекрита склепінням на арках.